# Рудольф Кох
Рудольф Кох (нім. Rudolf Koch;  20 листопада 1876, Нюрнберг — 9 квітня 1934, Оффенбах, Дармштадт, Гессен) — німецький шрифтовий дизайнер. Також займався вивченням писемності, каліграфії, типографії та ілюстрування. 
Широко відомий створеними для оффенбахської словолитні шрифтами Klingspor Type , серед найбільш використовуваних з них — Neuland і Kabel.

## Життєпис
Кох провів підліткові роки в Ганау, навчаючись і працюючи в майстерні з виготовлення металевих виробів і водночас відвідуючи художню школу. Згодом вступив до Академії витончених мистецтв у Нюрнберзі. 
У 1897—1906 працював в Лейпцигу в різних компаніях, що займалися книготоргівлею, а також ілюстрував і створював книжкові обкладинки в стилі модерн, який був популярний в той час. У 1906 Кох влаштувався на словолитний завод Rudhard Type в Оффенбаху, пізніше відомий як Klingspor Type. Серед інших відомих графічних дизайнерів, які працювали на цьому заводі, були Отто Екман і Петер Беренс. 
Кох був глибоко духовною і побожною людиною, сповідував лютеранство, проводячи багато часу за роботою над релігійними публікаціями і рукописами, яких він написав близько сотні протягом життя. Вважав алфавіт найвищим досягненням людства. 
У 1934 він передчасно помер від серцевого нападу у віці 59 років.

### Кар'єра і вплив

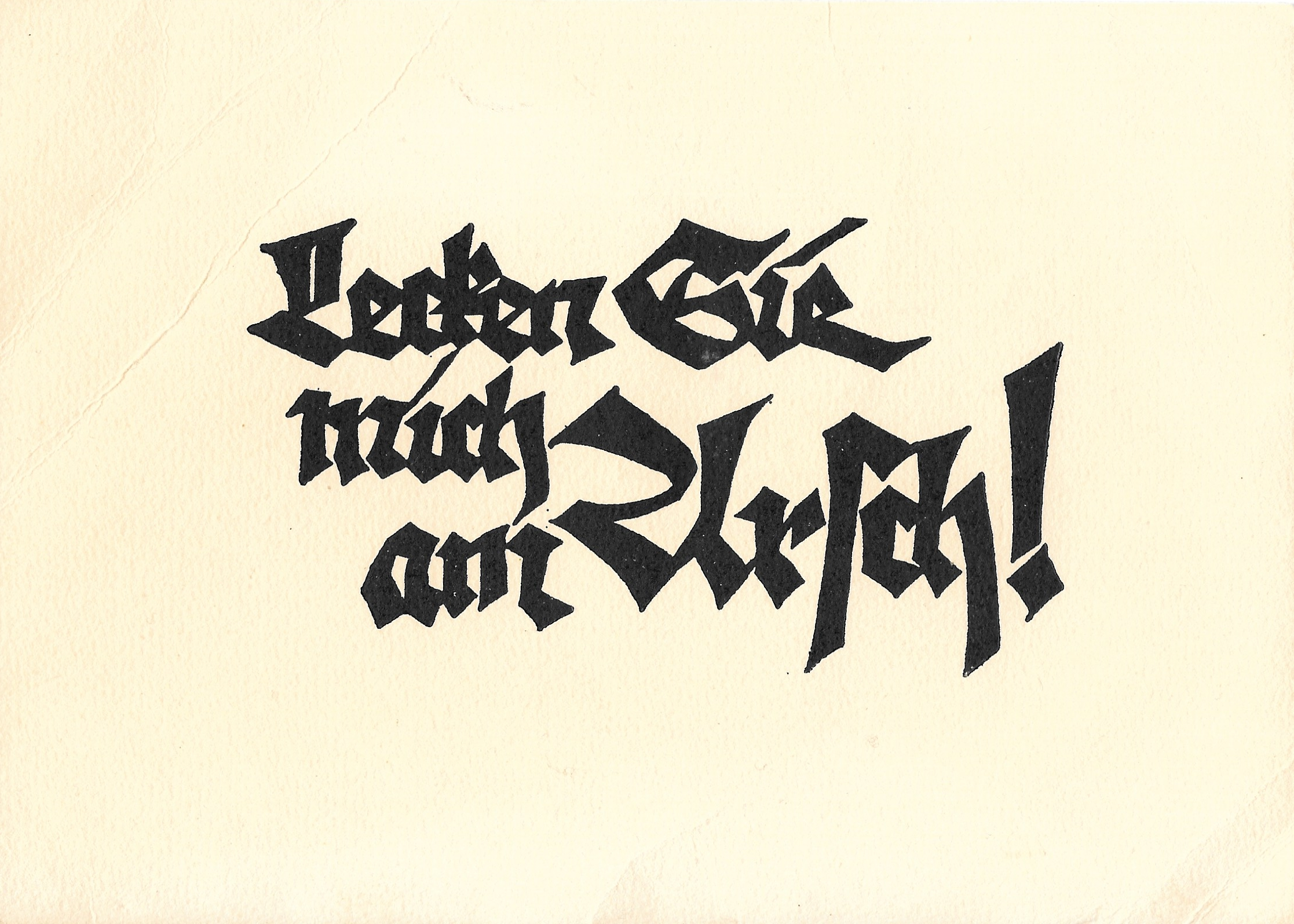
Листівка, яку Кох зазвичай надсилав, коли його просили дати безкоштовний зразок його творчості: «Lecken Sie mich am Arsch!» («Поцілуй мене в дупу!»)

Кох захоплювався Вільямом Моррісом. Виступаючи на конференції в Лондоні, він засумнівався, що Морріс не є німцем за походженням: «Я відчуваю таку близькість до нього, що у мене завжди є відчуття, що він не може бути англійцем, він повинен бути німцем».
Вчення Морріса «Рух мистецтв і ремесел» яскраво виражене в методах рукописного письма і техніці різьби по дереву Коха. Він високо цінував майстерність у друкарському дизайні і методах друку. Проте його кар'єра проходила в період швидкого розвитку друкарської техніки, так в 1886 була винайдена лінотипна машина, в 1887 — монотипна система, а в 1907 — офсетний друк; всі ці новомодні технології суперечили ремісничому духу Коха.
Кох читав лекції в оффенбахській Школі мистецтв і ремесел. У 1918, після Першої світової війни, він відкрив майстерню, в якій навчав студентів типографської справи, каліграфії, деревообробки та інших ремесел. Найбільш відомий своїм каліграфічним талантом , Кох опирався на традицію, створюючи оригінальне, просте вираження зі своїх матеріалів.
Багато шрифтів Коха, таких як Kochschrift і Willhelm Klingspor Gotisch, позначені відчутним впливом рукописів і готичних літер, , стилю, який виник в Німеччині. Відомий також своєю націоналістичною ідеологією, він писав в Der Deutsche: «Ще хлопчиком я хотів стати справжнім німцем. Я ненавидів все, що було іноземним, і навіть коли я ріс, я відчував, що це ознака справжньої відданості».
Кох просував німецький друкований алфавіт в нарисах і журналах, де він публікувався. Він також проводив виставки зі своєю художньою групою Offenbach Schreiber, яка пропагувала ручне письмо і каліграфію, виражаючи через них відродження традиційної писемності. Відданість Коха готичному письму, можливо, обмежила його визнання в англомовних країнах. Його роботи також були частиною художнього конкурсу на Літніх Олімпійських іграх 1928.
Кох написав книгу, яка містить 493 символи старого світу, монограми і руни, що має назву «Книга знаків» (англ. The Book of Signs); перевидана в 1955 в серії «Доверський архів живопису».

## Галерея

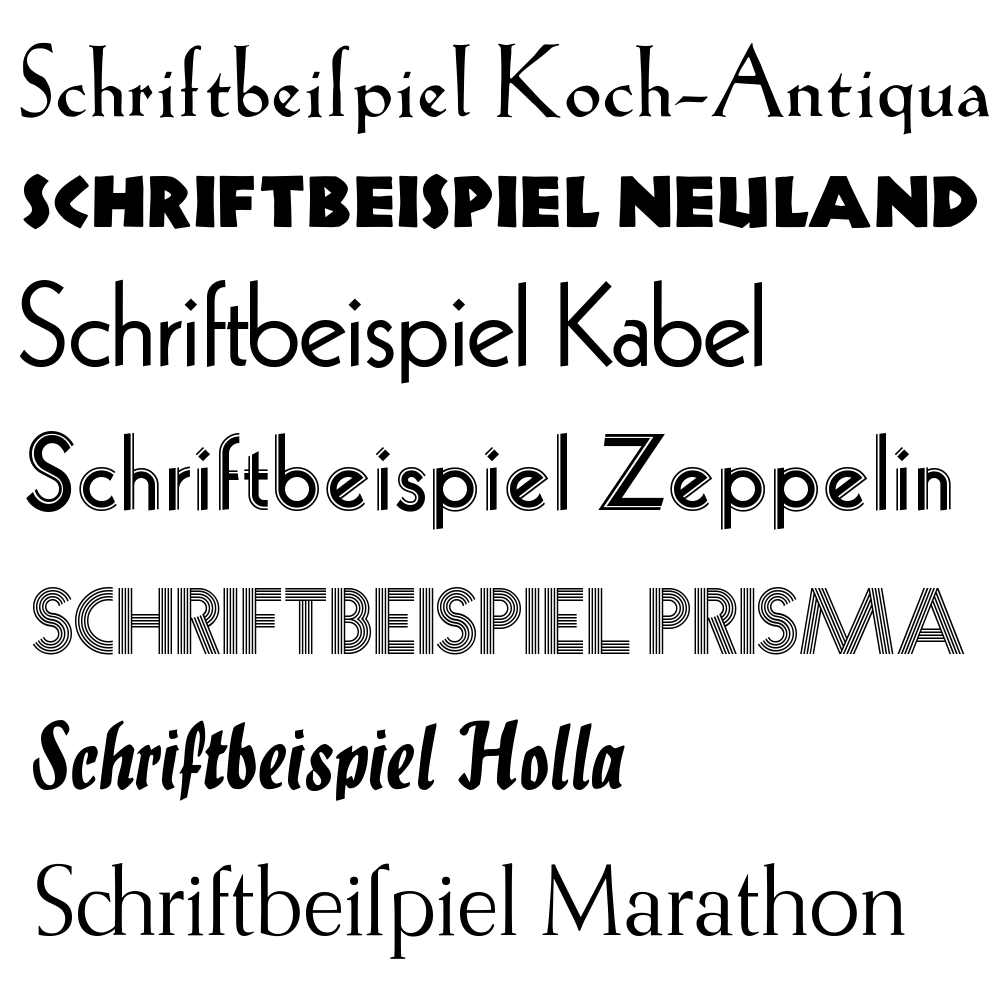
Стародрукарські шрифти, розроблені Кохом
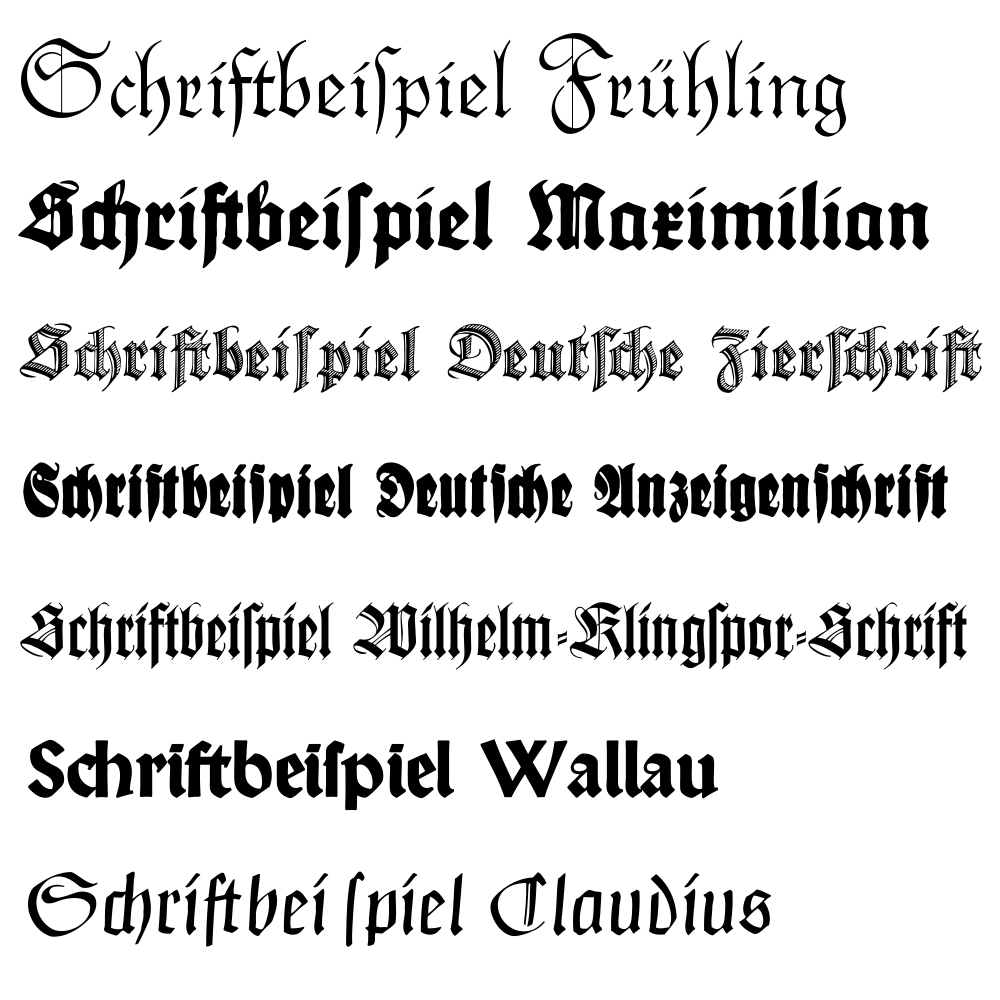
Шрифт Fraktur, розроблений Кохом.
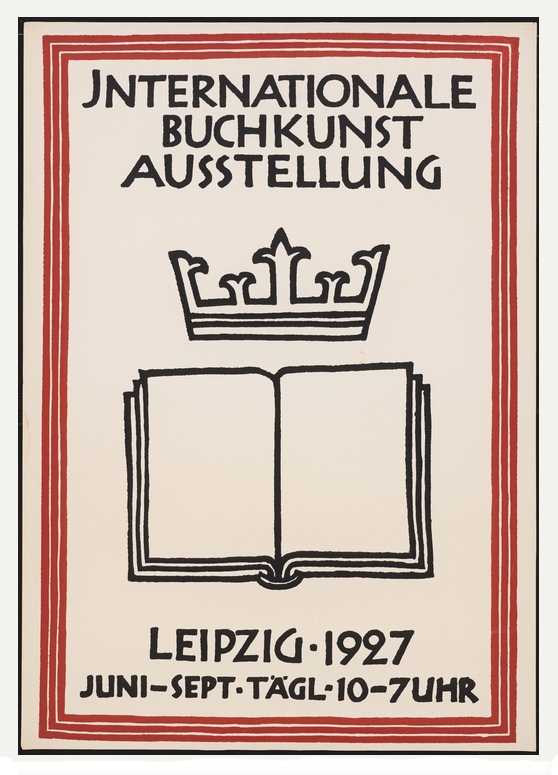
Плакат для міжнародної виставки книжкового мистецтва.
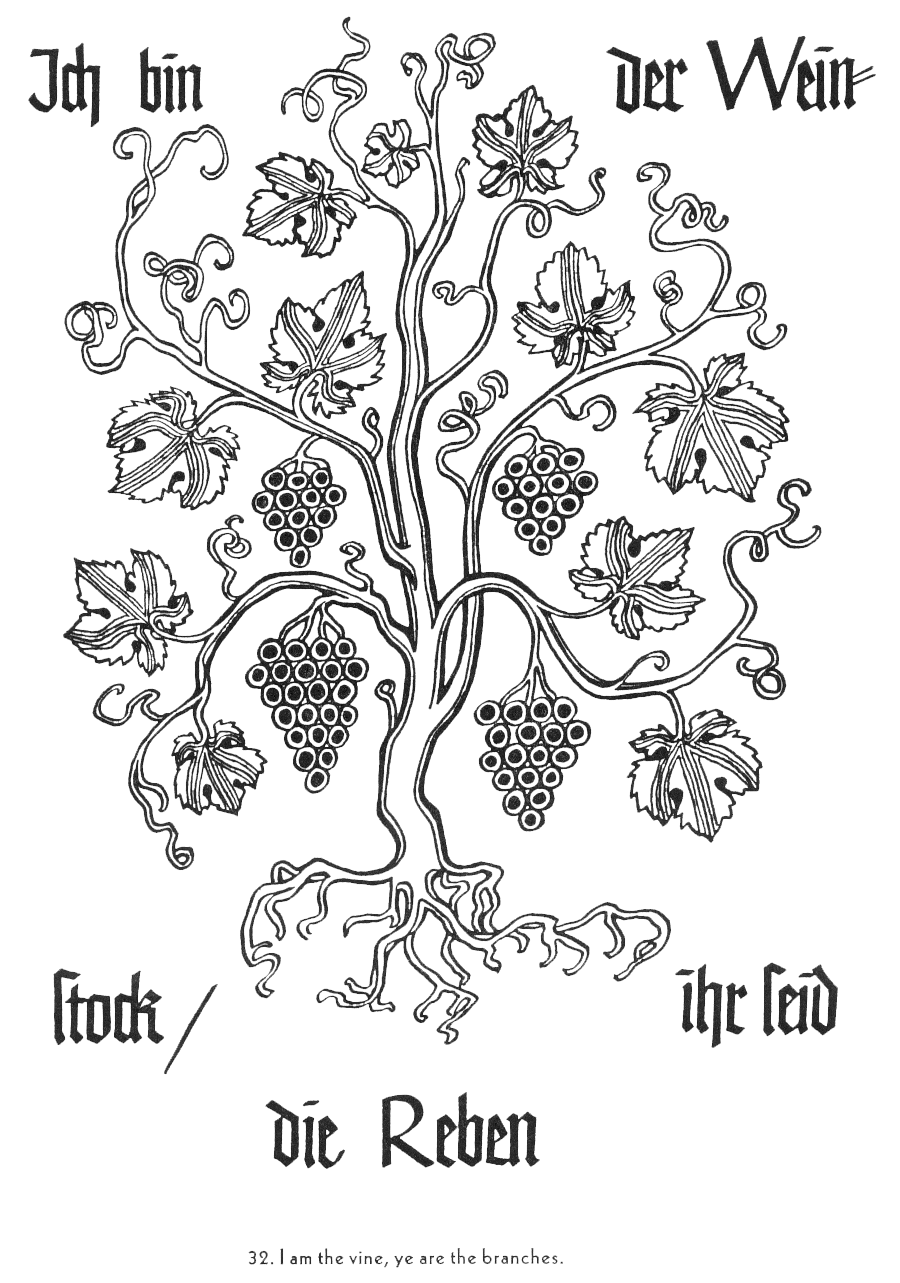
Робота Рудольфа Коха.
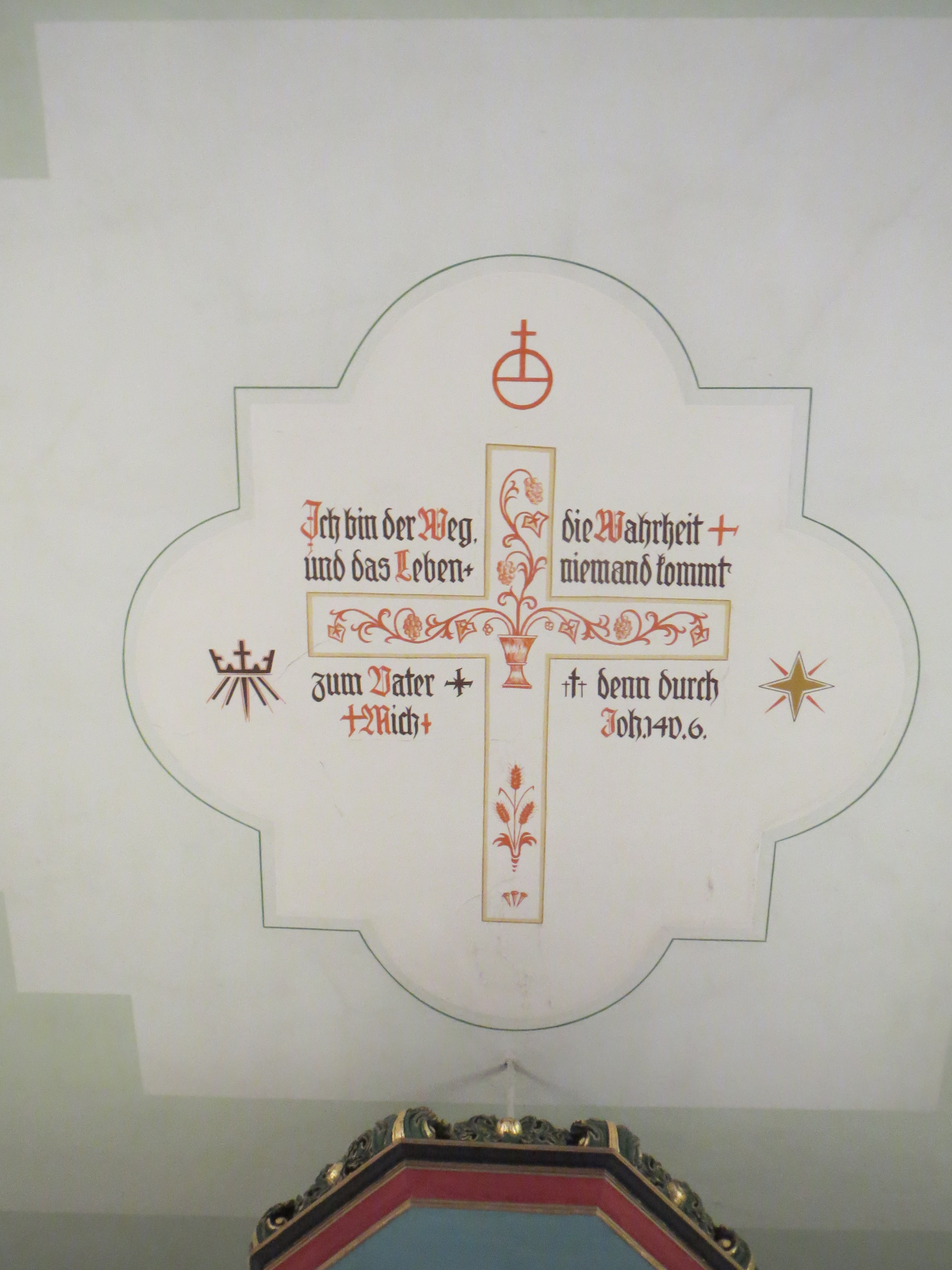
Стельовий живопис у церкві Духерова
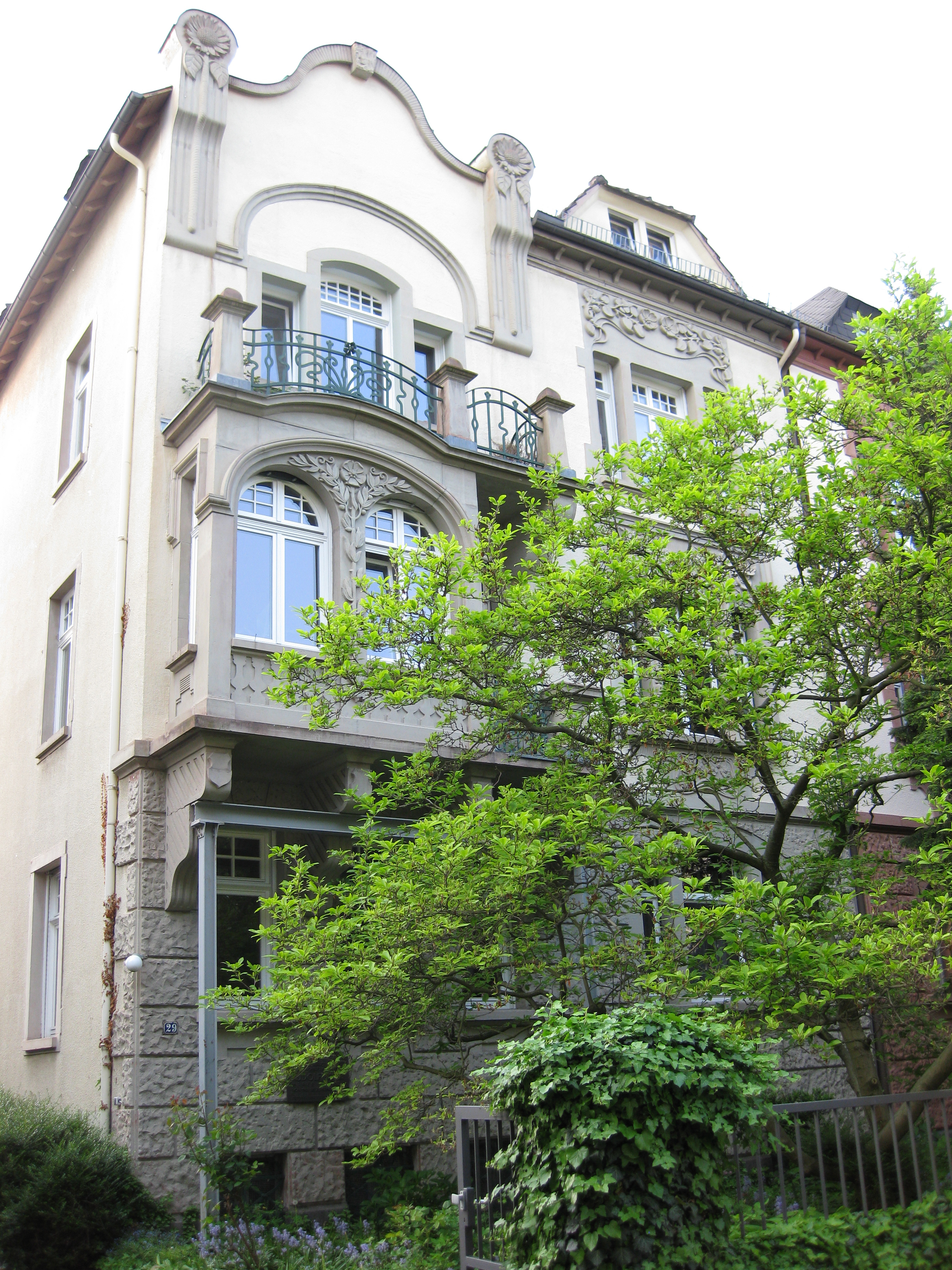
Резиденція Коха в Оффенбаху.